# Un caldo corpo di femmina
(La contessa Irina von Karlstein/Lina Romay - dai dialoghi del film)
Un caldo corpo di femmina (La comtesse noire) è un film del 1974 scritto, montato, fotografato e diretto da Jesús Franco.
È uno dei film più noti del regista spagnolo; segna il punto d'arrivo di un lungo percorso che, a partire dai primi anni sessanta, portò Franco ad indagare il mondo dell'esoterismo nella chiave di un erotismo romantico. Gli elementi grotteschi, presenti in altri film, sono qui accantonati a vantaggio della dimensione puramente lirica, cui contribuiscono in misura decisiva l'ambientazione nei boschi incantati dell'isola di Madera e la coinvolgente colonna sonora di Daniel J. White, con le sue reminiscenze chopiniane.
Il tema del vampirismo è trattato in modo originale, non tanto perché il vampiro è femmina (soluzione già adottata da Franco in Vampyros Lesbos e La fille de Dracula) quanto perché non è mosso da un impulso aggressivo e uccide suo malgrado, per amore e facendo l'amore.
Con La comtesse noire la diciannovenne Lina Romay debutta in un ruolo da protagonista. Nei panni di una muta, l'attrice catalana mostra tutto il suo talento: la sua interpretazione è calibrata, sottile e mai volgare, neppure nelle scene più spinte.
Distribuito in versioni differenti, con i titoli più disparati (il più noto, nella sua mancanza di fantasia, è Female Vampire), La comtesse noire si muove esattamente sulla linea di demarcazione tra cinema erotico e cinema hard. Una versione porno, drasticamente accorciata e con sequenze hard non girate da Franco, fu distribuita in Francia e in Germania. Nella versione più nota la protagonista uccide i suoi amanti senza versare una sola goccia di sangue, bensì praticando il sesso orale. Il simbolismo sfocia nel più puro surrealismo durante la scena chiave dell'incontro tra la Contessa Irina e il dottor Orloff (nome caro al regista, presente in vari film tra cui Gritos en la noche e El siniestro Dr. Orloff), dove assistiamo ad un dialogo - se così si può chiamarlo - tra una ragazza muta e un uomo cieco. Non meno surreale la scena dell'intervista, nella quale la vampira risponde con i gesti e gli sguardi, lasciando alla giornalista il compito di decifrarne il senso.
In Italia il film fu distribuito con titoli diversi e una colonna sonora a tratti esplicitamente horror che stride con la poesia delle immagini.

## Trama
Madera. Irina von Karlstein, una giovane contessa muta vestita solo di un mantello nero, ultima discendente di una stirpe di vampiri, vaga per l'isola uccidendo contro la sua volontà tutti gli uomini e le donne che la amano, semplicemente facendo l'amore con loro. La polizia indaga sui delitti, ma solo il dottor Roberts, affascinato dalla misteriosa vicenda, intuisce che essi sono opera di una strana specie di vampiro. Nel frattempo Irina si innamora perdutamente di un giovane romanziere, il Barone von Rathony, con cui comunica per via telepatica. Ma neppure lui riesce a sottrarsi alla morte. Quando il dottor Orloff, un parapsicologo cieco, incontra Irina e le rivela di aver scoperto il suo segreto, la Contessa nera decide che è tempo di lasciare il mondo e si immerge nell'acqua rosata della sua vasca da bagno, sotto gli occhi del dottor Roberts. Continuerà tuttavia a vagare, come una presenza silenziosa, per i boschi di Madera.

## Titoli alternativi
- Jacula e Yacula (titoli di rodaggio)
- Female Vampire (internazionale)
- Les avaleuses (Francia)
- La comtesse aux seins nus (Francia)
- Femmes Vampires (Francia - version soft)
- The Bare Breast Countess (Gran Bretagna - 59 minuti)
- Erotikill (USA - video - 71 minuti)
- The Loves of Irina (USA - video)
- Entfesselte Begierde (Germania)
- Erotikill (Germania - video - 104 minuti)
- Un caldo corpo di femmina (Italia)
- Erotikiller (Italia - video)
- Mujeres Vampiras (Spagna - video)
- Verentahrima Morsian (Finlandia - video - 68 minuti)
- Lusterde Vampire im Spermareusch (Germania - versione hard - 104 minuti)